# Fantasía para otra ocasión (Novela)
Fantasía para otra ocasión (en francés: Féerie pour une autre fois) es una novela de 1952 del escritor francés Louis-Ferdinand Céline. La narración relata las experiencias de Céline durante lo que parece ser un bombardeo hipotético de un área de Montmartre por parte de los aliados en los días anteriores al Día D. Toda la acción de esta narración bastante larga no dura más de doce horas desde el comienzo de una tarde hasta la mañana siguiente. Le siguió una secuela, Normance, publicada en 1954.

## Proceso de escritura
Louis-Ferdinand Céline comenzó a trabajar en la novela en 1945, mientras vivía exiliado en Dinamarca. En ese momento, estaba trabajando en Le pont de Londres y tenía planes para un tercer libro de la serie Guignol's Band. Esos planes se destruyeron cuando Céline fue encarcelado, lo que le hizo sentir nostalgia por su tiempo en Montmartre. 
También se había vuelto más preocupado por su reputación literaria en Francia; después de haber apoyado al régimen de Vichy durante la Segunda Guerra Mundial, Céline había empezado a ser ignorado en Francia y casi olvidado como escritor de cualquier importancia. Por lo mismo, decidió que tenía que escribir una nueva obra original que tuviera un gran impacto. Fantasía para otra ocasión fue en varios momentos, como se sabe a través de las cartas de Céline, conocida como La Bataille du Styx ("La batalla de Styx "), Du côte des maudits ("La costa de los condenados"), Au vents des maudits ( "A los vientos de los condenados"), y Au vents des maudits pour une autre fois ("A los vientos de los condenados por otro tiempo"), antes de que el escritor se decidiera por el título final. El libro pretendía ser una memoria ficticia tanto como un discurso de defensa.